# Uffholtz

Uffholtz este o comună în departamentul Haut-Rhin din estul Franței. În 2009 avea o populație de 1.581 de locuitori.

## Evoluția populației
| An        | 1975  | 1982  | 1990  | 1999  | 2006  | 2009  |
| --------- | ----- | ----- | ----- | ----- | ----- | ----- |
| Populație | 1.231 | 1.327 | 1.303 | 1.385 | 1.518 | 1.581 |